# شركة إنجازات لنظم البيانات
 شركة إنجازات لنظم البيانات (المعروفة باسم انجازات) (بالإنجليزية: Injazat Data Systems) في أبوظبي إحدى الشركات التابعة لمجموعة مبادلة تأسست في عام 2005 كمزود لخدمات تكنولوجيا المعلومات ونظم سير العمل. وتقدم مجموعة من الخدمات بما في ذلك وضع الاستراتيجيات وتقديم الاستشارات في مجال تكنولوجيا المعلومات، وخدمات تكامل النظم، وتخطيط موارد المؤسسات وسير العمل. وتعمل على دعم العملاء لتحقيق اهدافهم وتمكينهم من التركيز على أعمالهم الأساسية. وقد جمعت بين الخبرات والمعارف المحلية، وبين الحضور العالمي الذي تتمتع به،هيوليت باكارد، قبل ان يتم الاستحواذ عليها من شركة مبادلة للتنمية لتغدو أحد المزودين الرئيسين لخدمات تكنولوجيا المعلومات في الإمارات العربية المتحدة وإحدى الشركات الرائدة في هذا المجال على مستوى المنطقة.

## المبنى
وقامت إنجازات ببناء أول مركز بيانات من الفئة الرابعة على مستوى المنطقة في مدينة محمد بن زايد قرب مدينة المصفح في أبوظبي عام 2009، حيث يقدم المركز خدمات متطورة للعملاء. ويضم هذا المركز عالمي المستوى، والذي يعد من المراكز الأكثر تطوراً في المنطقة، أنظمة احتياطية تضمن توافر وأمن الخدمة على مدار الساعة.

## الإدارة
يدير الشركة كل من:
- ابراهيم لاري المدير التنفيذي
- على النعيمي Chief Corporate Support Officer
- جبران رحال المدير المالي

## العملاء
من عملاء انجازات بعض الشركات التابعة لشركة مبادلة للتنمية وبعضها مستقلة ومنهم:
- بنك أبوظبي التجاري
- هيئة أبوظبي لمراقبة الغذاء (ADFCA)
- أبوظبي لبناء السفن (ADSB)
- هيئة أبوظبي للماء والكهرباء (ADWEA)
- بلدية العين
- دو للاتصالات
- Dolphin Energy
- الهيئة الاتحادية للرقابة النووية (FANR)
- الوكالة الدولية للطاقة المتجددة (إيرينا)
- وزارة التعليم في الإمارات
- مركز التأهيل الوطني (NRC)
- استراتا (في مدينة العين)
- منطقة صانعي الإعلام أبوظبي twofour54 [6]

## الجوائز
وقد حصل المركز على جائزة «أفضل مركز بيانات في منطقة الشرق الأوسط» ضمن جوائز استراتيجيات مراكز البيانات في الشرق الأوسط 2010، وهي أول جوائز من نوعها في المنطقة لتكريم التميز في مجال خدمات مراكز البيانات. كما حصلت شهادات اعتماد من الآيزو وهي 
- ISO/IEC 27001: 2005
- ISO/IEC 20000:2011

وايضا حصلت على شهادات خاصة بمجال عملها وهي 
- شهادة تصميم مركز البيانات من المستوى الرابع في المنطقة من معهد اوبتيما Uptime
- شريك سيسكو الذهبي المعتمد
- حازت "إنجازات لنظم البيانات" على جائزة "أفضل مزود للخدمات المدارة خلال العام 2012"، وذلك خلال حفل توزيع "جوائز الإنجازات في مجال تكنولوجيا المعلومات والاتصالات" لمجلة "كمبيوتر نيوز ميدل إيست"[8]

## الاستحواذ من مبادلة
تم الاستحواذ على انجازات من شركة مبادلة للتنمية في 7 اكتوبر 2014 حيث حصلت على حصة شركة هيوليت باكارد إتش بي، البالغة 40٪، بحيث أصبحت المالك الوحيد للشركة العاملة في مجال خدمات تكنولوجيا المعلومات في الإمارات. وذلك لتعزيز نهج الاستثمار الفعال الذي تتبعه في مبادلة في البنية التحتية، وعمليات تكنولوجيا المعلومات والاتصالات، لدفع عجلة النمو الاقتصادي، وتوفير فرص عمل في قطاع التكنولوجيا المتطورة في أبوظبي. حيث يمثل الاستحواذ خطوة مهمة أخرى في مسيرة نمو ونضج، مبادلة، في قطاع التكنولوجيا.

## الاتفاقيات
اتفاقية شراكة بين الرواد لأنظمة تقنية المعلومات و"إنجازات إلى توفير محفظة واسعة من منتجات وخدمات تكنولوجيا المعلومات بما فيها تطوير وتطبيق البرمجيات المتخصصة وإستشارات تكنولوجيا المعلومات وتركيب وتصنيع وصيانة المعدات التكنولوجية. ا.

## وصلات خارجية
- الموقع الرسمي www.injazat.com